# Moon Gyeong-Ja
Moon Gyeong-Ja, född den 14 augusti 1965, är en sydkoreansk basketspelare som var med och tog OS-silver 1984 i Los Angeles. Detta var Sydkoreas första medalj i de olympiska baskettävlingarna. Hon är 181 centimeter lång.